# Que deviennent Jafar et Iago ?

Que deviennent Jafar et Iago ? est un comic d'Aladdin en deux parties de John Blair Moore paru en 1993.

## Synopsis
Après avoir été enfermés dans la Lampe Noire à la fin du film Aladdin, Jafar et Iago y demeurent toujours enfermés. Le premier, à présent le "Génie Rouge", expulse Iago de la lampe et l'envoie chercher un maître potentiel afin d'être libéré et de se venger d'Aladdin (désormais "Ali Ababoua"), Jasmine, et leurs amis.

## Fiche technique
- Titre original : The Return of Aladdin
- Sous-titre original : More Arabian Nights
- Titres originaux des deux parties : Jafar's revenge et Jafar strikes!
- Titre originaux des chapitres : Malice in the Palace (1), When you wish upon Jafar... (2), A friend like... him! (3), Heel of fortune (4), Jafar strikes! (5)
- Dessins : James Diaz Studios
- Scénario : John Blair Moore
- Planches : 48 (24 par partie)
- Pages : 64 (32 par partie en édition originale)
- Édition : Disney Comics Inc.
- Publication en France : Le Journal de Mickey
- Dates de parution des deux parties aux États-Unis : avril et mai 1993

## Personnages
- Aladdin / Ali Ababoua
- Jasmine
- Génie
- Abu
- Tapis volant
- Sultan
- Jafar
- Iago
- Isabella
- Razoul
- Marchand narrateur
- Rajah